# T. Sós Vera
T. Sós Vera, Turán Pálné (Budapest, 1930. szeptember 11. – Budapest, 2023. március 22.) Széchenyi-díjas magyar matematikus, professor emerita, a Magyar Tudományos Akadémia rendes tagja. Kutatási területe a számelmélet, a kombinatorika és a matematikai analízis. Híres eredménye az Erdős–Rényi–Sós-féle barátságtétel a gráfelméletben. Férje Turán Pál (1910–1976) matematikus, akadémikus.

## Életpályája
Sós (Steiner) Simon (1885–1968) tanító és Rosenberg Erzsébet (1901–1995) gyermekeként született. 1948-ban érettségizett a Pesti Izraelita Hitközség Abonyi utcai Gimnáziumában (ma ELTE Radnóti Miklós Gyakorlóiskola), majd beiratkozott a Pázmány Péter Tudományegyetem matematika–fizika szakára, ahol az addigra már az Eötvös Loránd Tudományegyetemmé (ELTE) átszervezett intézményben szerzett 1952-ben tanári diplomát. Mesterei többek között Erdős Pál és Rényi Alfréd voltak. Diplomájának megszerzése után az ELTE Természettudományi Kar Analízis I. (ma: analízis) tanszékén kapott tanársegédi állást. 1957-ben adjunktusi, később egyetemi docensi kinevezést kapott. 1980-ban egyetemi tanári kinevezést kapott. Két évvel később az analízis tanszék vezetésével bízták meg. Ekkortól már az MTA Rényi Alfréd Matematikai Kutatóintézet kombinatorikai kutatócsoportjának vezetője is volt. 1987-ben a kutatóintézetben kutatóprofesszori megbízást kapott, emellett címzetes egyetemi tanárrá avatták (ekkor mondott le a tanszékvezetői tisztségéről). Számos külföldi intézményben volt vendégprofesszor. A Budapest Semesters in Mathematics egyik alapítója volt.
1957-ben védte meg a matematikai tudományok kandidátusi, 1980-ban akadémiai doktori értekezését. Az MTA Matematikai Bizottságának lett tagja. később elnöke. 1985-ben a Magyar Tudományos Akadémia levelező, 1990-ben pedig rendes tagjává választották meg. 1995-ben az Osztrák Tudományos Akadémia is felvette a tagjai sorába. 1988 és 1995 között a Tudományos Minősítő Bizottság tagja volt, 1996 és 1998 között a Magyar Ösztöndíj Bizottságot is vezette. 2013-ban a londoni székhelyű Academia Europaea tagja lett. A Bolyai János Matematikai Társulat tiszteletbeli elnökévé választották.

## Munkássága
Fő kutatási területei a számelmélet, a kombinatorika és a gráfelmélet. Egyik legjelentősebb eredménye az úgynevezett Erdős–Rényi–Sós-féle barátságtétel: ha egy véges gráfban bármely két pontnak pontosan egy közös szomszédja van, akkor van pont, aminek az összes többi szomszédja.
Számelméleti kutatásainak jelentősebb témakörei a diofantikus approximáció, a diszkrepanciaelmélet, valamint a kombinatorikus számelmélet. A Magyarországon jelentős kombinatorikai iskola egyik megalapítója és szervezője volt. E témakörben számos kutatást indított és felügyelt. Ezekhez tartozik a Ramsey–Turán-típusú problémakör, valamint a metszetproblémák általános megfogalmazása halmazrendszerek mellett található gráfokra és egész számok részhalmazaira.
A diszkrepanciaelmélet területén annak kombinatorikus vizsgálatát végezte különböző gráfokra és szerkezetekre/struktúrákra. A kombinatorikus számelmélet területén sikerült általános megfogalmazásokat megadnia egyes alapkérdésekben az algebrai struktúrák tekintetében. Műveit magyar és angol nyelven publikálta.

## Családja
1952-ben házasodott össze Turán Pál matematikussal, a matematikai analízis világhírű kutatójával. Házasságukból két fiúgyermek született: Turán György matematikus, kandidátus és Turán Tamás filozófus-hebraista.

## Díjai, elismerései
- Szele Tibor-emlékérem (1974)
- Akadémiai Díj (1983)
- Széchenyi-díj (1997) – A kombinatorikában és a számelméletben elért eredményeiért, az utánpótlás nevelésben szerzett múlhatatlan érdemeiért.
- A Magyar Köztársasági Érdemrend középkeresztje (2002)
- Hazám-díj (2006)
- Akadémiai Aranyérem (2015)

## Emlékezete
Nevét viseli az 552681 Sósvera kisbolygó.

## Főbb publikációi
- On the Distribution Mod 1 of the Sequence {n alpha} (1958)
- Strong Irregulations of the Distribution of á Sequences 1983)
- Sidon Sets in Groups and Induced Subgraphs of Cayley Graphs (1985)
- Uniformity and Irregularity (társszerző, 1995)
- On Sum Sets of Sidon Sets I–II. (társszerző, 1995)
- Analízis I–II. (Laczkovich Miklóssal, 2005–2007), ISBN 963-19-5704-7 és ISBN 978-963-19-6084-6